# Blythe (Geórgia)
Blythe é uma cidade localizada no estado americano de Geórgia, no Condado de Burke e Condado de Richmond.

## Demografia
Segundo o censo americano de 2000, a sua população era de 718 habitantes.
Em 2006, foi estimada uma população de 791, um aumento de 73 (10.2%).

## Geografia
De acordo com o United States Census Bureau tem uma área de 
7,3 km², dos quais 7,3 km² cobertos por terra e 0,0 km² cobertos por água. Blythe localiza-se a aproximadamente 123 m acima do nível do mar.

## Localidades na vizinhança
O diagrama seguinte representa as localidades num raio de 24 km ao redor de Blythe. 